# Cecídio

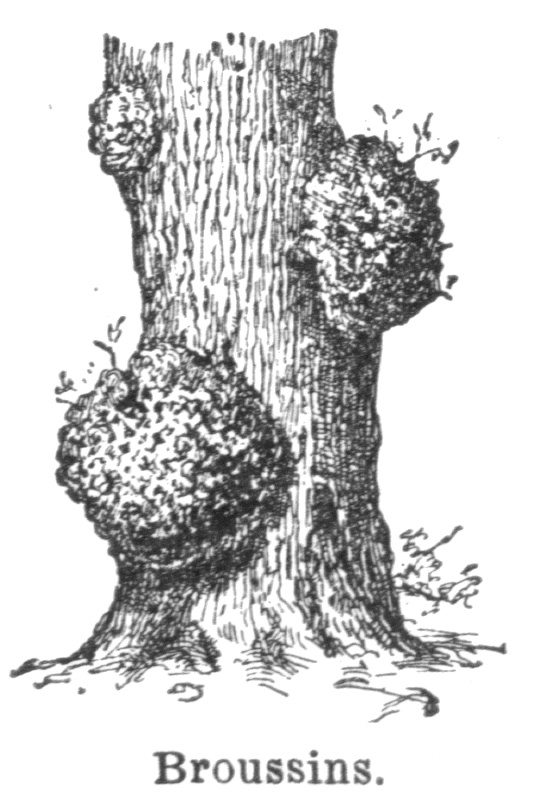
Desenho representando um tronco com vários cecídios.

Cecídio (do grego kekídion - pequena galha), vulgarmente chamado de galha, é o nome que se dá, em botânica, à formação tumoral ou hipertrofia dos tecidos vegetais em decorrência de algum fator externo (outra planta, ação de animais, micróbios, fungos) e que se desenvolve de modo desordenado, muitas vezes lembrando uma esfera ou tubérculo.